# Negacionismo del VIH/sida

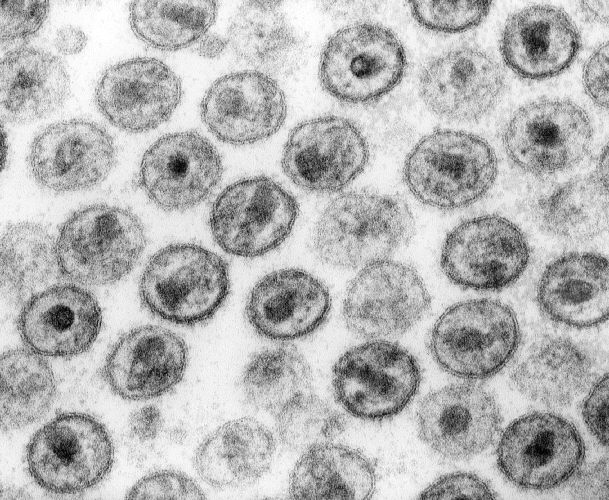
Micrografía electrónica del virus de la inmunodeficiencia humana. El negacionismo del VIH/sida niega la existencia del VIH o su papel en la causa del sida.

El negacionismo del VIH/sida es la creencia, contraria a la concluyente evidencia médica y científica, de que el virus de la inmunodeficiencia humana (VIH) no causa el síndrome de inmunodeficiencia adquirida (sida). Algunos negacionistas rechazan la existencia del VIH, mientras que otros aceptan que el VIH existe pero sostienen que es un inofensivo virus pasajero que no causa el sida. Si es que los negacionistas reconocen el sida como una enfermedad real, lo atribuyen a alguna combinación de conducta sexual, drogas recreativas, desnutrición, mala higiene, hemofilia o efectos de los fármacos utilizados para tratar la infección del VIH (antirretrovirales).
El consenso científico es que la evidencia que demuestra que el VIH es la causa del sida es concluyente y que las afirmaciones de los negacionistas del VIH/sida son pseudociencia basada en falsas teorías de conspiración, razonamiento defectuoso, cherry picking y tergiversación de datos científicos en su mayoría obsoletos. Con el rechazo de estos argumentos por la comunidad científica, el material de los negacionistas del VIH/sida está actualmente dirigido a un público científicamente menos sofisticado y se difunde fundamentalmente a través de internet.
A pesar de su falta de aceptación científica, la negación del VIH/sida ha tenido un impacto político significativo, sobre todo en Sudáfrica bajo la presidencia de Thabo Mbeki. Los científicos y los médicos han dado la señal de alarma respecto al costo humano del negacionismo del VIH/sida, el cual desalienta a las personas VIH positivas a utilizar tratamientos de eficacia demostrada. Los investigadores de salud pública han atribuido 330.000 a 340.000 muertes por el sida, junto con otras 171.000 infecciones y 35.000 infecciones infantiles por el VIH, tras el abrazo del negacionismo del VIH/sida por el gobierno de Sudáfrica. La interrupción de los tratamientos antivirales es también una gran preocupación mundial, ya que potencialmente aumenta la probabilidad de la aparición de cepas del virus con resistencia a antivirales.

## Argumentación de las teorías negacionistas

### Crítica de la existencia del virus VIH
Algunos investigadores aún sostienen que no hay prueba científica concluyente de la existencia del VIH. En 1996, la revista Continuum ―publicada por negacionistas― estableció un premio de 1000 £ a quien mostrara alguna prueba científica de que el VIH había sido aislado siguiendo las reglas de aislamiento de retrovirus discutidas en el Instituto Pasteur en 1973. Peter Duesberg afirmó en 1996 que la identificación del virus se había probado, pero con un método distinto.
El Grupo de Perth ha rebatido la reclamación de Duesberg y el premio aún no ha sido concedido. En abril de 2002, Alex Russel aumentó la cuantía del premio a 10 000 £.
El Grupo de Perth sostiene que dado que en los trabajos iniciales de Luc Montagnier y Robert Gallo no aparecen fotografías de microscopio electrónico del virus en la banda 1,16 g/mL (banda en la que se sabía que se depositaban las partículas retrovirales tras aplicar la conocida técnica de centrifugación en gradiente de densidad), en realidad no se demostró la existencia del virus. Basados en una entrevista entre Montagnier y Djamel Tahi en el Instituto Pasteur los miembros del Grupo de Perth han sostenido que el virólogo reconoció no haber aislado el VIH; sin embargo en esa entrevista Montagnier sostuvo que el descubrimiento del VIH, agente etiológico del sida, se realizó sobre la detección de la transcriptasa inversa y la realización de cultivos in vitro sobre muestras obtenidas de un portador. De acuerdo con esta misma entrevista, Montagnier afirma que no es necesaria la purificación del virus para reconocer un virus, basta con poder transmitirlo. Por otro lado, desde 1983, se encuentran disponibles imágenes de microscopio sobre el VIH.
Poco después, Eleni Papadopulos ―del Grupo de Perth― fue entrevistada por Christine Johnson, periodista independiente de Los Ángeles.
Papadopulos sostiene que la existencia del virus VIH sigue sin estar demostrada, basándose en que las partículas de las fotos no están aisladas-purificadas, ni tienen todas las características morfológicas de los retrovirus. Además, los controles (cultivos paralelos no «infectados») no se habían llevado a cabo de modo correcto (puesto que no habían sido estimulados, y los cultivos supuestamente infectados sí). Eleni Papadopulos afirma que en ningún momento en la investigación VIH-sida se han seguido la reglas necesarias y suficientes para demostrar la existencia de un nuevo retrovirus, acordadas por el Instituto Pasteur en 1973.
Stefan Lanka va más allá en la afirmación de que no está demostrada la existencia del VIH. Según él, la transcriptasa inversa es una enzima presente en todos los seres vivos y, puesto que esa es la base fundamental de la retrovirología, no se puede establecer que los retrovirus existan.

### Crítica a las pruebas de anticuerpos para VIH
Existen dos tipos de pruebas de anticuerpos del VIH de uso común: el ELISA y el Western Blot (WB). En ELISA se produce un cambio de color al reaccionar una mezcla de antígenos del virus VIH y los anticuerpos del suero de un paciente. Este principio es el mismo en las pruebas ELISA de cualquier generación, incluidos los más modernos. La prueba Western Blot se utiliza para confirmar la prueba ELISA anterior. La diferencia principal entre ambos es que en el Western blot las proteínas son separadas a lo largo de una tira, lo que permite que las reacciones entre los anticuerpos y las proteínas individuales puedan verse como ciertas bandas.
A cada una de estas bandas se las denomina con una "p" pequeña (de proteína) seguido de un número que indica el peso molecular de la proteína (en moles), por ejemplo la p24. En la mayoría de los países, el diagnóstico de una infección por VIH consiste en realizar una prueba ELISA inicial, que si da positivo se repite. Si da positivo repetidamente se procede a realizar una Western blot, que si también da positivo confirma la infección por VIH. Las proteínas de la prueba de anticuerpos del VIH están codificadas por tres genes llamados gag, pol y env.
El Grupo de Perth afirma que el criterio de un resultado positivo en la prueba confirmatoria Western blot ha variado según el laboratorio, institución o país que se considere, y que no existe todavía un criterio acordado internacionalmente de qué es un positivo en dicha prueba.
También sostiene que las pruebas del VIH no detectan la infección por VIH, por dos motivos fundamentales: el primero es que de una reacción anticuerpo-antígeno no se puede deducir que el anticuerpo haya sido originado por dicho antígeno; el segundo es que no está probado que los antígenos (proteínas) pertenezcan al VIH, dado que desde su punto de vista no está demostrada la existencia del virus.
El Grupo de Perth argumenta que es imposible determinar la precisión (sensibilidad y especificidad) de los tests, ya que no se han comparado (homologado) con el llamado «estándar de oro», que consiste en aislar el virus VIH. En virología, el aislamiento es solo una de las técnicas mediante las cuales se puede determinar una infección viral. La fragilidad de algunos virus, incluyendo el VIH, dificulta que este estándar de oro pueda cumplirse en todos los casos y limita la efectividad del aislamiento como método de diagnóstico.
El Grupo de Perth admite que un positivo a los tests del VIH, significa una mayor probabilidad de desarrollar enfermedades, incluidas las pertenecientes al sida, si no se toman medidas para evitarlo. Robert Maver (FSA, MAAA), actuario de seguros (enlace en inglés), publicó un texto en el cual afirmó que el riesgo de ser considerado como falso positivo es 5 veces superior a las posibilidades de ser un positivo real al test.

### Crítica a las pruebas de carga viral
Las pruebas de carga viral se realizan mediante un tipo especial de reacción en cadena de la polimerasa, la RCP cuantitativa (En inglés PCR, Polymerase Chain Reaction). Para el grupo de Perth utilizar el término «carga viral» supone afirmar que el ARN que se mide es de un retrovirus, pero como niegan que el VIH exista o se conozca, concluyen que las proteínas virales no pueden ser conocidas. Peter Duesberg ha dicho con respecto a la PCR:

La técnica PCR es una tecnología que amplifica incluso las más pequeñas cantidades de cualquier secuencia específica de ADN. [...] Pero, al contrario que lo que afirman algunos científicos especializados en VIH, esto no constituye aislamiento del verdadero virus y no cumple con el segundo postulado de Koch. Es solo la detección de genoma durmiente de ADN, o fracciones de genomas virales, dejados atrás por infecciones que ocurrieron años atrás.
Peter Duesberg

Sin embargo, se ha comprobado que la carga viral medida por PCR permite predecir de forma muy fiable la tasa de declive en el recuento de linfocitos CD4+, así como la probabilidad de desarrollar el cuadro clínico asociado al sida e incluso la probabilidad de muerte en los 6 años siguientes.

### Crítica a los antirretrovirales
El Grupo de Perth argumenta que puesto que no está demostrada la existencia del virus VIH, no debería ser necesario tratar a ningún paciente con antirretrovirales, sino en todo caso con antioxidantes. No obstante, no descartan que los antirretrovirales puedan tener beneficios clínicos, actuando de un modo distinto a como simples antirretrovirales.
El grupo de Perth afirma que la azidotimidina (AZT) no puede tener efecto antirretroviral ni tampoco previene la transmisión de madre a hijo, y que es tóxico a todas las células, pudiendo causar algunos casos de sida.
Peter Duesberg también afirma que el tratamiento con AZT podría provocar inmunodeficiencia.
Duesberg, junto con el periodista John Lauritsen, escribió un libro en 1990 en el cual se argumentaba sobre la toxicidad y capacidad de producir inmunosupresión del AZT.
Estas afirmaciones están opuestas al hecho de que se ha observado una menor morbilidad y mortalidad en los pacientes que reciben la terapia antirretroviral de gran actividad que en aquellos que no la tienen.
La toxicidad de los medicamentos antirretrovirales disponibles no se oculta a los pacientes, a los que se les permite elegir entre tomarlos o no. Dados los efectos indeseables que puede tener el uso de un coctel antirretroviral, este siempre es administrado bajo observación de un médico especialista.
No obstante, esta crítica carece de sentido pues se encuentra en la actualidad obsoleta; los tratamientos actuales contra la infección por VIH resultan extremadamente seguros y efectivos, además de facilitar la adherencia al tratamiento por su comodidad (debido a la simplificación de los mismos en formato de pastilla única de toma diaria y a la práctica ausencia de efectos adversos). La mayoría de informaciones disponibles en la red acerca de la toxicidad de antirretrovirales se refieren a los primeros que estuvieron disponibles (fundamentalmente AZT, didanosina y estavudina), los cuales se han dejado de recomendar en las guías terapéuticas americanas y europeas actuales. Dichos fármacos actuales tienen además el valor añadido de evitar la trasmisión del VIH a otras personas, al lograr reducir los niveles de carga viral hasta niveles no detectables, según ha quedado demostrado mediante los recientes estudios Partner I y Partner II.

## Tratamientos alternativos
Según The Perth Group (el Grupo de Perth), el sida tiene su origen en la oxidación a nivel celular, la «descompensación oxidativa» (mayor oxidación que reducción), por lo que el tratamiento alternativo tendría como objetivo frenar la oxidación del enfermo, simplemente evitando los factores oxidantes o bien requiriendo el uso de agentes «reductores» o «antioxidantes», especialmente los del grupo SH (sulfidrilos), como puedan ser el glutatión y la cisteína.
Otros negacionistas, como el colombiano Roberto Giraldo, creen que el sida es producto de un desequilibrio nutricional y pretenden curarlo a base de dietas.
Luc Montagnier acepta que la oxidación celular es un factor importante en el desarrollo del VIH. Pero este factor también se encuentra presente en el desarrollo de células cancerosas, de modo que no puede atribuirse a ese fenómeno la causalidad del sida. Desde el punto de vista de Montagnier, combatir el estrés oxidante es solo uno de los elementos que se requieren para combatir el sida, pero dado que el virus existe, se necesita estimular al sistema inmune para que actúe contra él y no simplemente fortalecerlo.

## Cronología del movimiento negacionista
- 1984: la física nuclear Eleni Papadopulos-Eleopulos lleva su teoría oxidativa sobre el sida, sin ningún virus, a un comité científico, antes incluso de que el estadounidense Gallo anunciase el virus del sida. Una vez ocurrido este hecho, se indicó a Papadopulos que reescribiese su hipótesis teniendo en cuenta tal hecho. Su documento revisado fue rechazado por la revista Nature y no consiguió que fuese publicado hasta 1988, en Medical Hypotheses (ver abajo)
- 1984: Casper Schmidt publica el artículo «The group-fantasy origins of aids».[46] en el Journal of Psychohistory. Schmidt afirmó que el sida es un ejemplo de «histeria epidémica» en el cual grupos de personas escenifican inconscientemente conflictos sociales, y compara al sida con casos documentados de histeria epidémica del pasado, que se creyó erróneamente, como la lepra, que eran de naturaleza infecciosa. La inmunodepresión tendría raíces psicogénicas derivadas de un complejo de culpa, concentrado en ciertos sectores de la población estadounidense por una ola de reacción conservadora a la liberación de las costumbres, dirigida contra ciertas minorías elegidas como chivo expiatorio. Esto implica que una vez que el grupo piense que ya tiene suficiente, la publicidad del nuevo mensaje a través de los medios bastará para, tras un plazo apropiado para que se recuperen los linfocitos T, la epidemia pueda darse por terminada, volviendo la incidencia a simples niveles endémicos. C. Schmidt murió de sida en 1994,[47] pero su artículo de 1984 se sigue citando para hacer dudar del origen físico del mal.
- 1987: Peter Duesberg cuestiona por primera vez la hipótesis oficial en su artículo «Retroviruses as carcinogens and pathogens: expectations and reality», publicado en la revista Cancer Research.[48]
- 1988: el Grupo de Perth consigue publicar su primer artículo revisado poniendo en duda aspectos de la hipótesis oficial. Según su punto de vista «no hay razones convincentes para preferir la hipótesis de la causa viral del VIH sobre una hipótesis basada en la actividad de agentes oxidantes».[49]
- 1990: El Dr. Robert Root-Bernstein publicó su primer artículo revisado con sus objeciones contra la hipótesis oficial, titulado «Do we know the cause(s) of aids?».[50] Más tarde Root-Bernstein modificó su posición, ante la evidencia de la eficacia terapéutica de los antivirales, aunque investiga y promueve la investigación de cofactores, que considera fundamentales para el desarrollo del síndrome.[51]
- 1990: Luc Montagnier, codescubridor del VIH, según los oficialistas, opina en la conferencia internacional de sida de San Francisco que el VIH por sí solo no es causa suficiente para el sida, postulando la necesidad de «cofactores» para el desarrollo de la enfermedad. Montagnier citó varios argumentos negacionistas: la latencia del VIH, el hecho de que nunca (ni siquiera en pacientes que están muriéndose de sida) estén infectadas más de una de cada 500 células T y la incapacidad del VIH para matar esas células T. Robert Gallo atacó públicamente a Montagnier, acusándole de reforzar la posición negacionista: «This surprising view which has been chiefly presented in press conferences, has given, and may do so for a while, added longevity to confused and confusing (to others) arguments that HIV is not the primary cause of aids» (pág. 286). «In short, he has lent some support to Duesberg...» (pág. 297).[52]
- 1991: se establece el Group for the Scientific Reappraisal of the HIV-Aids Hypothesis (grupo para la revaluación científica del sida),[53] enviándose su propuesta de revaluación a varias revistas. Cuatro años más tarde, la propuesta del grupo se publicó en la revista Science (Baumann et al., 1995).
- 1993: El Grupo de Perth consigue publicar en la revista Bio/Technology un artículo en donde exponen que los tests del VIH no prueban ninguna infección por el virus VIH.[54]
- 1996: La revista negacionista Continuum ofreció un premio de 1000 libras a quien pudiese probar el aislamiento del virus VIH. En mayo de ese año, Robert Gallo reclamó el premio diciendo que el VIH se había aislado mediante el más riguroso método científico, basándose en los «clones moleculares del virus». A esto respondieron el Grupo de Perth y Stefan Lanka, negando que el virus haya sido aislado. Gallo hizo una contrarréplica y el Grupo de Perth y Stefan Lanka respondieron de nuevo.[55]
- 1998: El Grupo de Perth fue invitado a la 12.ª Conferencia Mundial del Sida, en Ginebra. Hizo una presentación de su posición científica.[56]
- 2000: Thabo Mbeki se convierte en el primer jefe de Estado favorable a que se produzca un debate entre representantes del consenso científico y negacionistas. Se produce entonces la declaración de Durban.
- 2003: Comienza un debate en un foro de la web de The British Medical Journal. Participan Brian T. Foley, Christopher J. Noble y Nicholas Bennett como representantes del consenso científico, y David Rasnick y el Grupo de Perth como los más destacados en la parte negacionista.[57] El debate dura hasta abril de 2005.
- 2006: Se produce en Australia el juicio de apelación de Chad Parenzee, hombre acusado de transmitir el virus VIH a varias mujeres. Los peritos de la defensa fueron el Grupo de Perth (Eleni Papadópulos-Eleópulos y Valendar F. Turner). Finalmente el juez desestimó los argumentos de la defensa, desacreditando al Grupo de Perth.
- 2009: El Grupo de Perth se separa de la organización disidente Rethinking AIDS por diferencias éticas irreconciliables. Se materializa el cisma de la disidencia.

## Difusión en medios de comunicación
El periodista Neville Hodgkinson publicó una serie de artículos criticando la versión oficial en el periódico británico The Sunday Times.
En el verano de 1997, el desaparecido periódico español Diario 16 publicó una larga serie de artículos críticos con la hipótesis oficial.
En 2009, el filmógrafo canadiense Brent Leung dirigió un documental titulado House of numbers donde entrevista tanto a oficialistas como a negacionistas del VIH/sida, entre ellos a los descubridores del VIH, Luc Montagnier y Robert Gallo y a varios premios Nobel. A través de estas entrevistas, realiza un recorrido sobre las principales contradicciones, tanto científicias como políticas de la cambiante opinión alrededor del VIH/sida.

## Negacionistas del sida destacados
- Kary Mullis, Premio Nobel de Química, 1993,[64][65][66][67] desarrollador de la técnica PCR.
- Peter Duesberg, catedrático de Biología Molecular y Celular, con un largo currículum[68] y hoy en activo.
- Eleni Papadopulos-Eleopulos, física nuclear griega, del Departamento de Física Médica en el Royal Perth Hospital (Australia).[69]
- Stefan Lanka, virólogo alemán[70][71]
- Roberto Giraldo, médico colombiano especialista en enfermedades infecciosas.[72]
- Christine Maggiore, activista estadounidense negacionista del VIH/sida, autora del libro What if everything you thought you knew about aids was wrong?, y fundadora del sitio web AliveAndWell.org. Murió el 27 de diciembre de 2008. El certificado de defunción de Maggiore establece que la causa de muerte fue una infección diseminada del virus del herpes y neumonía bilateral, con candidiasis oral como una causa que contribuyente, siendo las tres enfermedades coherentes con una infección de HIV. El certificado de defunción manifiesta también que no se realizó una autopsia ni biopsia oficial, ya que no fue solicitada por la familia.[73]

El veterinario Mohammed Ali Al-Bayati PhD realizó una autopsia a pedido de la familia y atribuyó su muerte a una «falla renal y cardíaca aguda y edema pulmonar [...] no relacionados con una infección por VIH». Debido a que Maggiore creía que el virus VIH no existía, amamantó a sus dos hijos. La menor, Eliza Jane Scovill, con un bajo peso coherente con infección de HIV, falleció de neumonía relacionada con el sida.
- Serge Lang, célebre matemático francoestadounidense. En 1998 la editorial Springer-Verlag le publicó un texto, Challenges, donde expone el caso sobre las hipótesis alternativas[76] y otro capítulo concretamente sobre el comportamiento de Gallo.[77]
- Harvey Bialy, biólogo molecular, director de la Virtual Library of Biotechnology for the Americas[78][79]

La organización Rethinking AIDS, fundada en 1991.

## El consenso científico
El 23 de abril de 1984 la secretaria de salud estadounidense Margaret Heckler convocó una rueda de prensa con Robert Gallo en la que se presentó a la prensa la que pasaría a ser la teoría aceptada mayoritariamente sobre la causa del sida.

Se ha encontrado la causa probable del sida, una variante de un conocido virus que produce cáncer en el ser humano, llamado HTLV-III
Margaret Heckler

Dentro de la comunidad científica existe un amplio consenso sobre la relación VIH/sida, y aunque todavía existen varios aspectos de la enfermedad que se desconocen, se considera que la información que establece la relación causal entre el VIH y el sida es contundente.

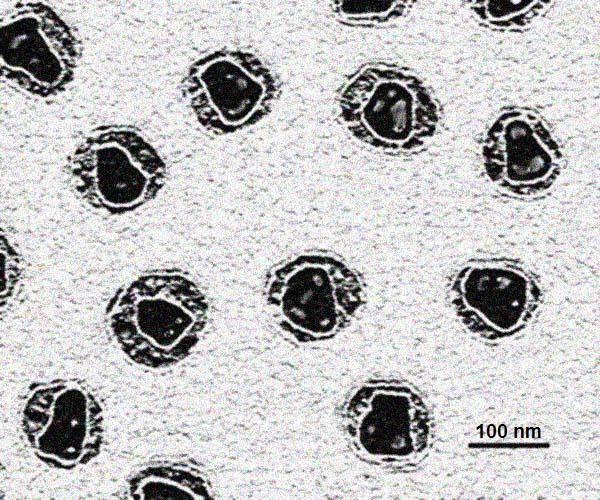
Imagen del virus del VIH a través de un microscopio de transmisión electrónica, tomada de una muestras de suero infeccioso diluido. La escala está abajo a la derecha (10 rayitas de 100 nm hacen una milésima de mm).

Las teorías negacionistas son calificadas de pseudocientíficas por varios miembros de la comunidad científica, porque ignoran la existencia de la gran cantidad de evidencia empírica a favor de la relación VIH-sida y en contra de sus propias hipótesis. Consideran además que las hipótesis no cumplen requisitos científicos básicos: no cumplen la estrategia heurística de la navaja de Occam, no aportan evidencia empírica que demuestre anomalías en las teorías consolidadas, eligen la evidencia de forma selectiva para validar las hipótesis, y se basan en conocimientos sesgados sobre virología.
La comunidad científica cree que la posición de aquellos que niegan la existencia del VIH o su relación con la enfermedad, va en desmedro de la adopción de medidas preventivas y terapéuticas adecuadas. Un ejemplo del perjuicio causado por la difusión de las hipótesis negacionistas fue la crisis humanitaria que sufrió Sudáfrica, tras el apoyo de estas teorías. En respuesta a las hipótesis negacionistas, en julio del 2000, más de 5000 científicos firmaron una declaración, conocida como la «Declaración de Durban», que tuvo como objetivo difundir en lenguaje comprensible los datos considerados como más probados sobre la enfermedad.
En el caso de México, el Censida ―organismo de salud pública responsable de la vigilancia y control de la epidemia de VIH/sida en el país― informó en 2007 que tenía conocimiento de que 20 pacientes portadores del VIH habían suspendido su tratamiento a causa de la propaganda negacionista. La Secretaría de Salud mexicana declaró que interpondría una demanda judicial contra los grupos responsables de esa desinformación, aunque posteriormente se desistió de hacerlo. Además, en ese mismo año, el Censida y la Secretaría de Salud emitieron una serie de comunicados donde fijaron su postura oficial en contra del negacionismo y en acuerdo con el consenso científico y la Declaración de Durban.
Según el consenso científico, los partidarios de las teorías negacionistas ―que suelen atribuir el sida al tratamiento contra el sida― no ofrecen explicaciones científicamente convincentes de por qué muchos seropositivos desarrollan sida antes de empezar el tratamiento.[cita requerida]
En 1987, Peter Duesberg publicó su primer artículo sobre el sida, haciendo visibles las afirmaciones negacionistas. Poco después, la revista Science publicaba que las hipótesis de Duesberg le habían proporcionado «una gran cantidad de atención de los medios de comunicación, particularmente la prensa gay, donde es considerado casi un héroe».
Sin embargo, el apoyo de la comunidad gay a Duesberg desapareció tras realizar varias declaraciones que fueron consideradas homofóbicas. En una entrevista en 1988, Duesberg declaró su convencimiento de que la epidemia de sida estaba causada «por un estilo de vida que hace veinte años era criminal».
En los años siguientes, el movimiento negacionista ganó adeptos debido a que los investigadores fueron inicialmente incapaces de producir un tratamiento efectivo o vacuna para el sida. Periodistas como Neville Hodgkinson y Celia Farber promocionaron regularmente ideas negacionistas en medios británicos y estadounidenses. Se produjeron varios documentales apoyando los puntos de vista negacionistas. En 1992 y 1993, The Sunday Times, donde Hodgkinson trabajaba como editor científico, publicó una serie de artículos argumentando que la epidemia de sida en África era un mito. Estos artículos resaltaban las afirmaciones de Duesberg y afirmaban que la terapia antiviral era ineficaz, los tests del HIV poco fiables y que el sida no era una amenaza para los heterosexuales. Esta serie de artículos fue fuertemente criticada por sesgados, engañosos y potencialmente peligrosos. De manera inusual, la revista Nature publicó un editorial en 1993 en el que se calificaba la cobertura del periódico sobre el sida como «seriamente equivocada y probablemente desastrosa».
Debido a la dificultad de publicar sus tesis en la literatura científica, Duesberg ejerció su derecho como miembro de la Academia Nacional de Ciencias de Estados Unidos de publicar en Proceedings of the National Acanemy of Sciences (PNAS) sin someterse al proceso de revisión por pares. Sin embargo, el artículo de Duesberg hizo saltar las alarmas en la revista y fue enviado por el editor para someterse a un proceso de revisión «no vinculante». Todos los revisores encontraron fallos graves en el artículo. El revisor que había sido específicamente escogido por Duesberg informó de la presencia de «argumentos engañosos», «declaraciones sin sentido», «tergiversaciones» y «exabruptos políticos». Finalmente, el editor de la PNAS aceptó publicar el artículo, aunque le escribió a Duesberg: «Si Ud. quiere que se impriman estas afirmaciones sin fundamento, vagas y prejuiciosas, que así sea. Pero no veo cómo esto podría convencer a algún lector con formación científica».

### Declaración de Durban
En julio de 2000, más de 5000 científicos firmaron una declaración, conocida como Declaración de Durban, en respuesta a los negacionistas del sida, reafirmando el consenso científico de que el VIH es la causa del sida. La declaración tuvo como objetivo difundir en lenguaje comprensible la información mejor contrastada sobre el asunto. Participaron de la declaración varios premios Nobel y directores de institutos de investigación, academias y sociedades médicas, que incluyen a la Organización Europea de Biología Molecular, el Instituto Pasteur, la Academia de Ciencias Médicas del Reino Unido, el Instituto Max Planck, la Sociedad del Sida de India, el Instituto Nacional de Virología de Sudáfrica, la Sociedad de Clínicas de VIH de África del Sur, el Instituto de Medicina de Estados Unidos, la Sociedad Real de Londres y la Academia Nacional de Ciencias de Estados Unidos, entre otros institutos y organizaciones. Para una mayor transparencia, se requirió que no firmaran científicos vinculados a la industria farmacológica.
La declaración, que fue publicada en la revista Nature, afirma que aunque todavía existen varios aspectos de la enfermedad que se desconocen, la información que establece la relación causal entre el VIH y el sida es contundente:
- Los pacientes con síndrome de inmunodeficiencia adquirida, sin importar dónde vivan, están siempre infectados con el VIH.
- Si no realiza un tratamiento, la mayor parte de la población con VIH muestra síntomas del sida al cabo de un tiempo que varía entre 5 y 10 años después del contagio. La infección se identifica en sangre mediante la detección de anticuerpos, secuencias genéticas o aislamiento viral. Estos test son tan efectivos como los usados para detectar otras infecciones virales.
- Las personas que reciben sangre contaminada o productos sanguíneos contaminados con VIH desarrollan sida, mientras que aquellos que reciben sangre o productos sanguíneos no contaminados no desarrollan la enfermedad.
- La mayor parte de los niños que desarrollan la enfermedad nacen de madres infectadas con VIH. A mayor carga viral en la madre aumentan las probabilidades de que el bebé se infecte.
- En pruebas in vitro, el VIH infecta el mismo tipo de células de la sangre (linfocitos CD4) que la enfermedad ataca en los pacientes con sida.
- Las drogas que impiden la replicación del VIH in vitro también reducen la carga viral en humanos y retrasan o impiden la aparición del sida. Cuando está disponible, el tratamiento reduce la mortalidad por sida en más de un 80%.

El Grupo de Perth escribió una réplica a la Declaración de Durban, aunque fue rechazada por la revista Nature.

## Impacto fuera de la comunidad científica
Aunque los negacionistas del sida no han conseguido ningún apoyo significativo de la comunidad científica ―donde la evidencia de que el VIH causa el sida se considera concluyente― el movimiento ha tenido un impacto significativo en la esfera política. El punto culminante de este impacto se produjo cuando el entonces presidente de Sudáfrica, Thabo Mbeki se adhirió a las tesis negacionistas. Se considera que el consiguiente rechazo gubernamental a proporcionar tratamientos efectivos contra el VIH en Sudáfrica provocó cientos de miles de muertes debido al sida.
Otros estudios independientes han llegado a estimaciones casi idénticas del costo en vidas humanas del negacionismo del sida en Sudáfrica. Según un artículo publicado por investigadores de la Harvard School of Public Health, entre 2000 y 2005, más de 330 000 muertes y 35 000 infecciones de recién nacidos se produjeron «debido a la negativa a aceptar el uso de las drogas antirretrovirales disponibles para prevenir y tratar el VIH/sida de manera rápida». Nicoli Nattras estima que se produjeron 343 000 muertes y 171 000 infecciones adicionales debido a las políticas del gobierno de Mbeki, un resultado que califica de «genocidio por pereza».